# Vlag van Lontzen
De vlag van Lontzen is de gemeentelijke vlag van de Luikse gemeente Lontzen.  De vlag kan als volgt worden beschreven:
Twee even lange banen van geel en van blauw, waarbij het wapen in het midden van een wit ovaal is geplaatst.